# Orrosbékafélék
Az orrosbékafélék vagy szájköltőbékák (Rhinodermatidae) a kétéltűek (Amphibia) osztályába és  a békák (Anura) rendjébe tartozó  család.

## Előfordulásuk
Chile és Argentína területén honosak. Sekély erdei patakok lakói.

## Megjelenésük
A nemhez tartozó fajoknak harántirányú szembogara és háromszögletű, hátul épszélű és szabad nyelve jellemzi. Lábujjaikat tökéletlen úszóhártya köti össze egymással, hegyük nem szélesedik ki tapadókoronggá. Szegycsontjuk porcos.

## Szaporodásuk
Ivadékgondozásuk a legérdekesebb, a nőstény 20-45 petét rak a talajra, a hímek őrzik őket 10-20 napig, majd kb. 15 petét a kitágult hangzacskójukban vesznek fel, az ebihalak a szikből élnek.

## Rendszerezés
A családba az alábbi két nem tartozik
- Rhinoderma (Duméril & Bibron, 1841) – 2 faj
  - Darwin hegyesorrú békája (Rhinoderma darwinii)
  - Rhinoderma rufum – 1 faj
- Insuetophrynus Barrio, 1970
  - Insuetophrynus acarpicus